# Steven Culp
Steven Culp (n. 3 decembrie 1955, La Jolla, California, SUA) este un actor american. A participat la mai multe seriale de televiziune precum Traveler, Desperate Housewives, West Wing, JAG, Star Trek: Enterprise, E.R., 24 de ore și altele.